# Vojtěchov (Hvozd)
Vojtěchov je vesnice, část obce Hvozd v okrese Prostějov. Nachází se asi 2 km na sever od Hvozdu. V roce 2009 zde bylo evidováno 79 adres. V roce 2001 zde trvale žilo 127 obyvatel.
Vojtěchov leží v katastrálním území Vojtěchov u Konice o rozloze 2,24 km2.

## Obyvatelstvo

### Struktura
Vývoj počtu obyvatel za celou obec i za jeho jednotlivé části uvádí tabulka níže, ve které se zobrazuje i příslušnost jednotlivých částí k obci či následné odtržení.
| Místní části   | Místní části   | 1869 | 1880 | 1890 | 1900 | 1910 | 1921 | 1930 | 1950 | 1961 | 1970 | 1980 | 1991 | 2001 | 2011 |
| -------------- | -------------- | ---- | ---- | ---- | ---- | ---- | ---- | ---- | ---- | ---- | ---- | ---- | ---- | ---- | ---- |
| Počet obyvatel | část Vojtěchov | 375  | 404  | 457  | 398  | 377  | 348  | 354  | 246  | 268  | 228  | 172  | 136  | 127  | 108  |
| Počet domů     | část Vojtěchov | 50   | 58   | 62   | 64   | 67   | 68   | 73   | 81   | 73   | 66   | 60   | 68   | 67   | 68   |

## Fotogalerie

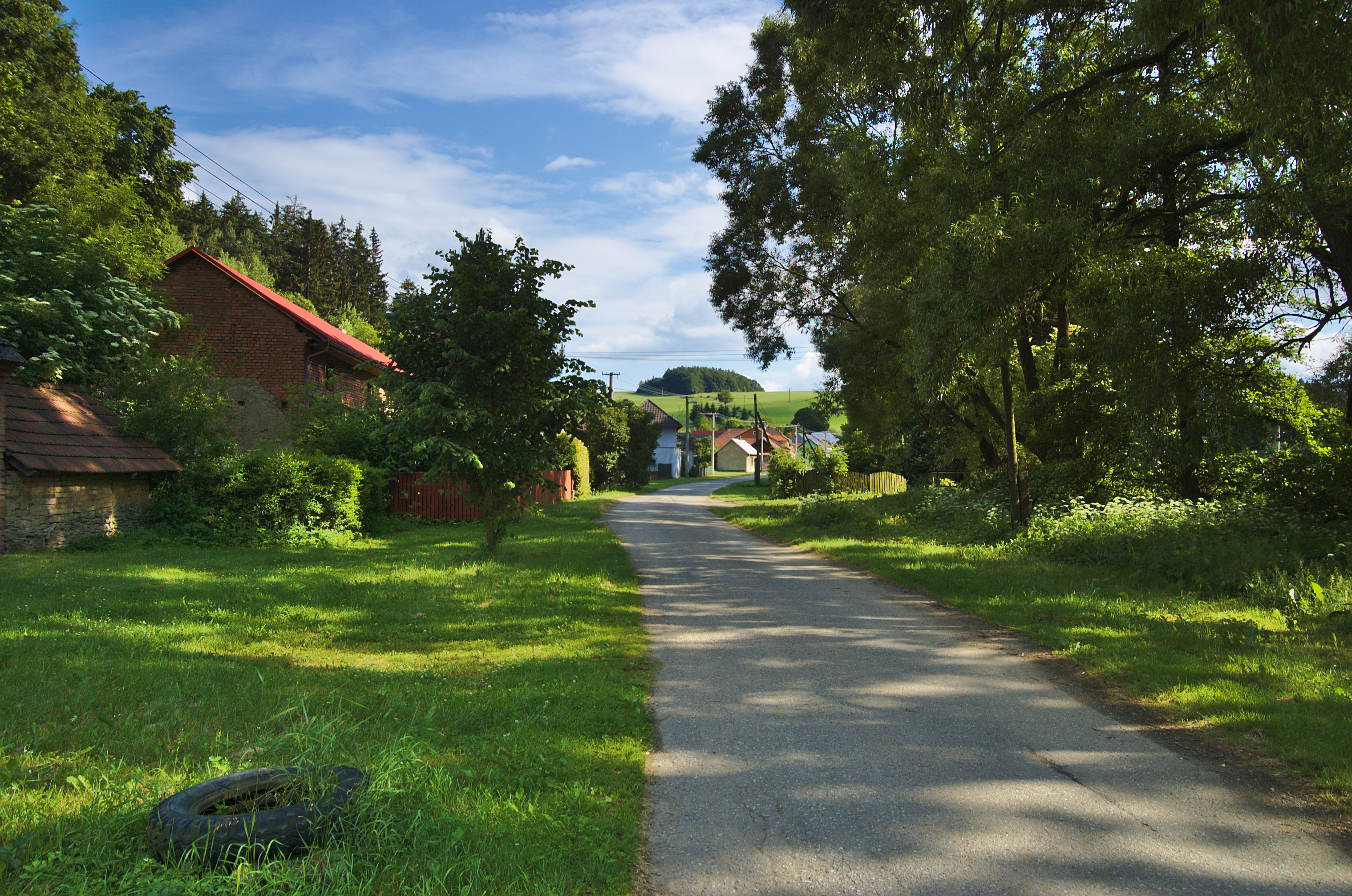
Pohled z obce
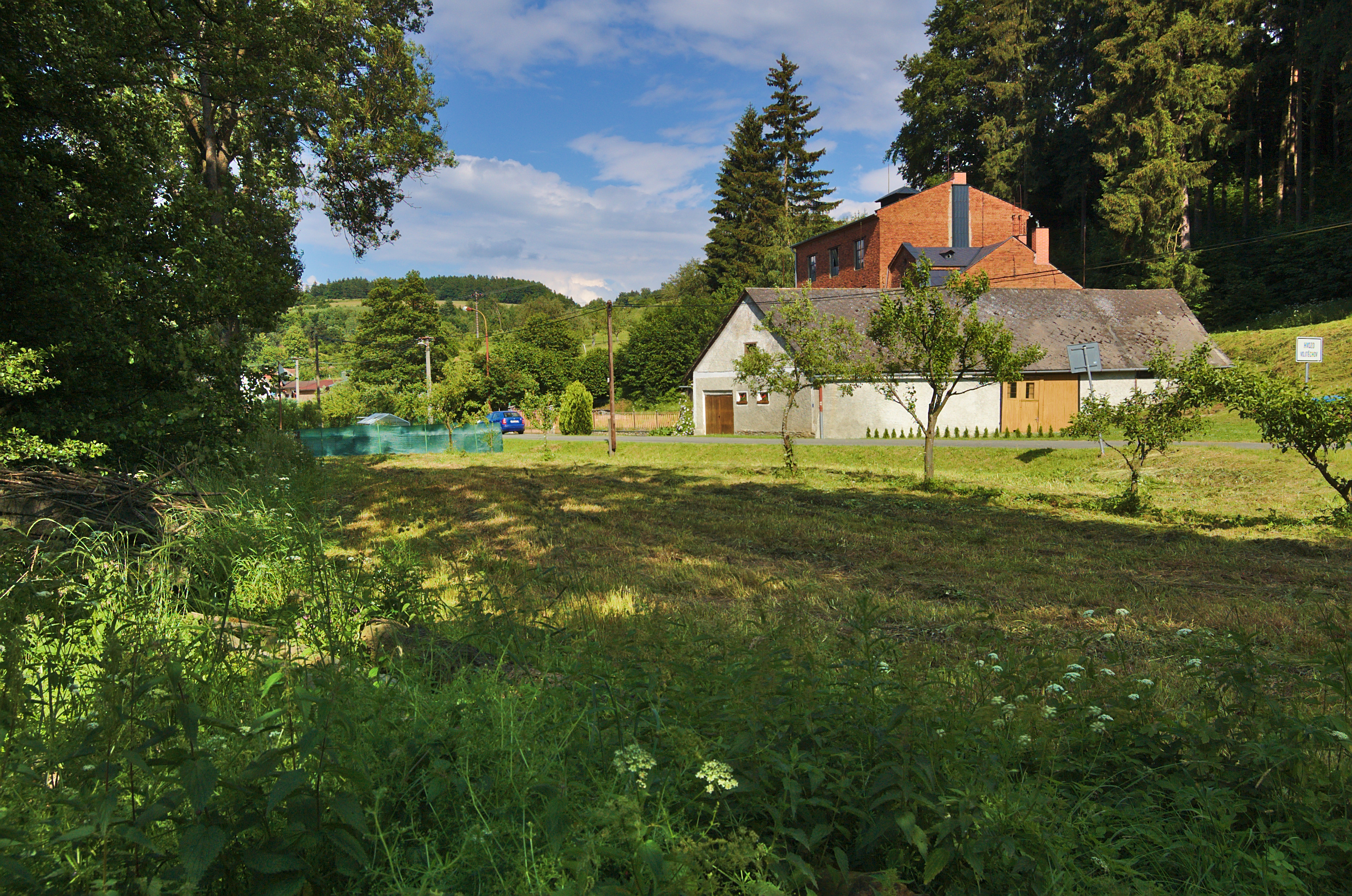
Jižní kraj obce
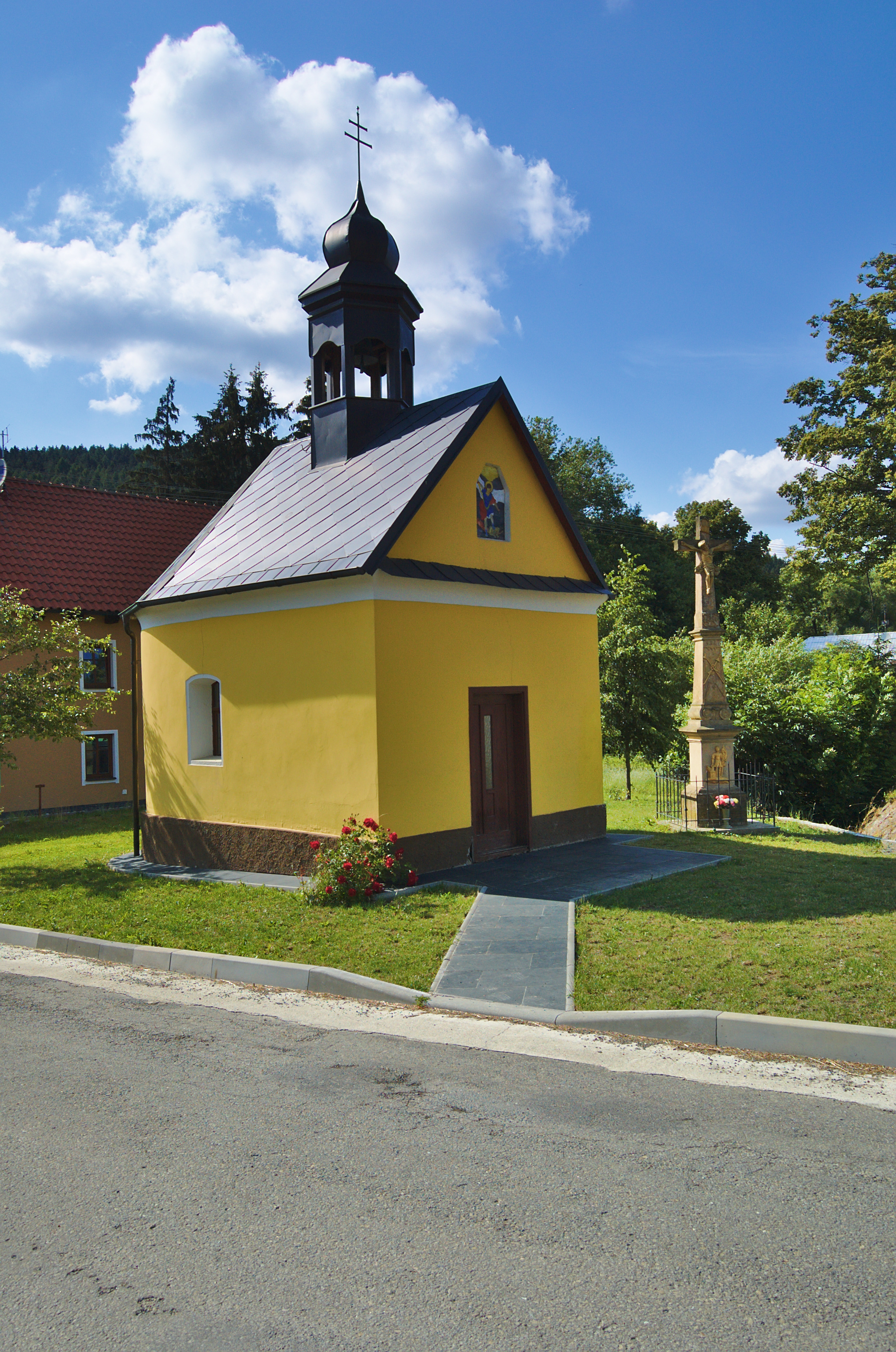
Kaple a kříž na návsi
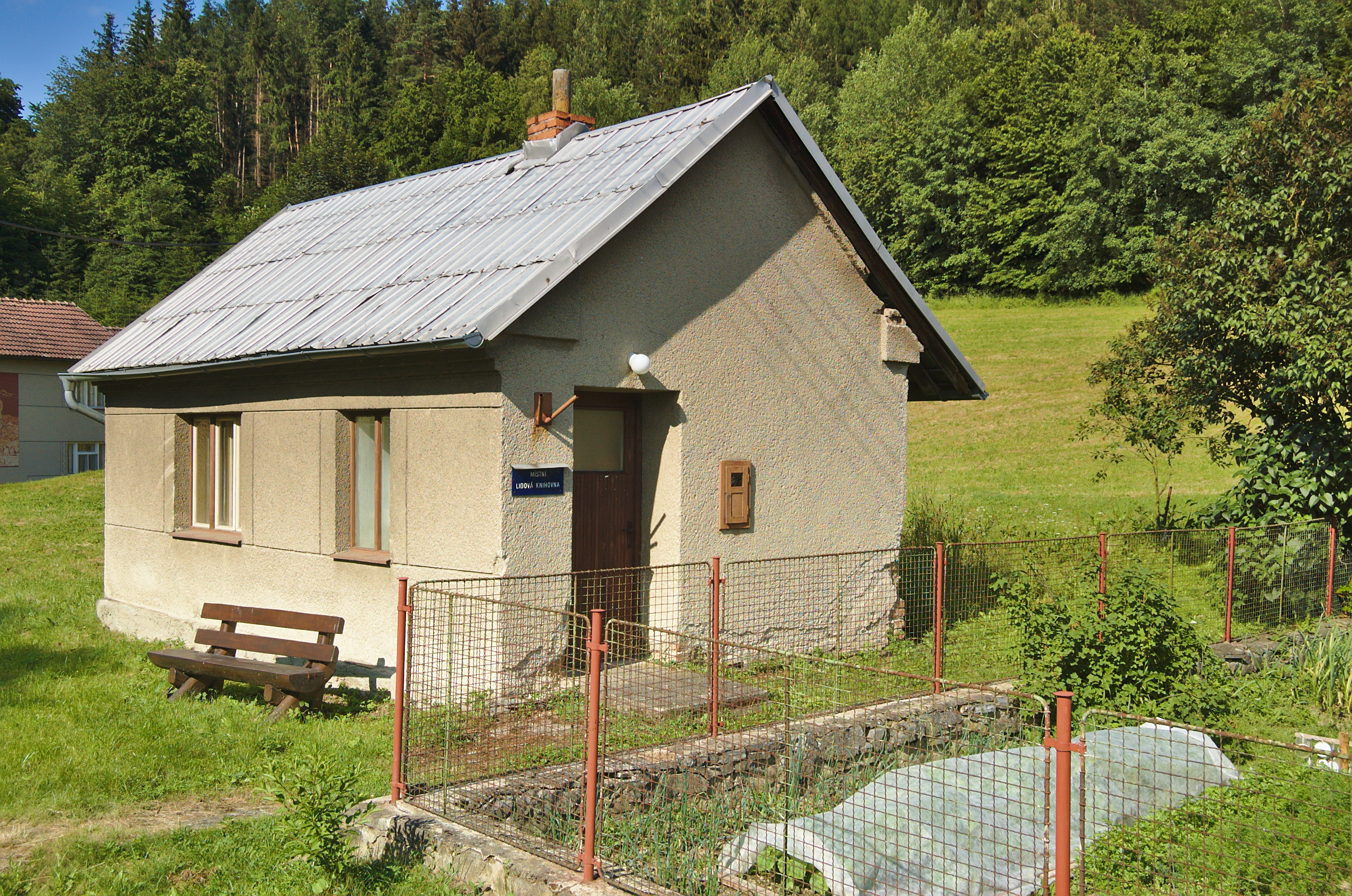
Místní lidová knihovna
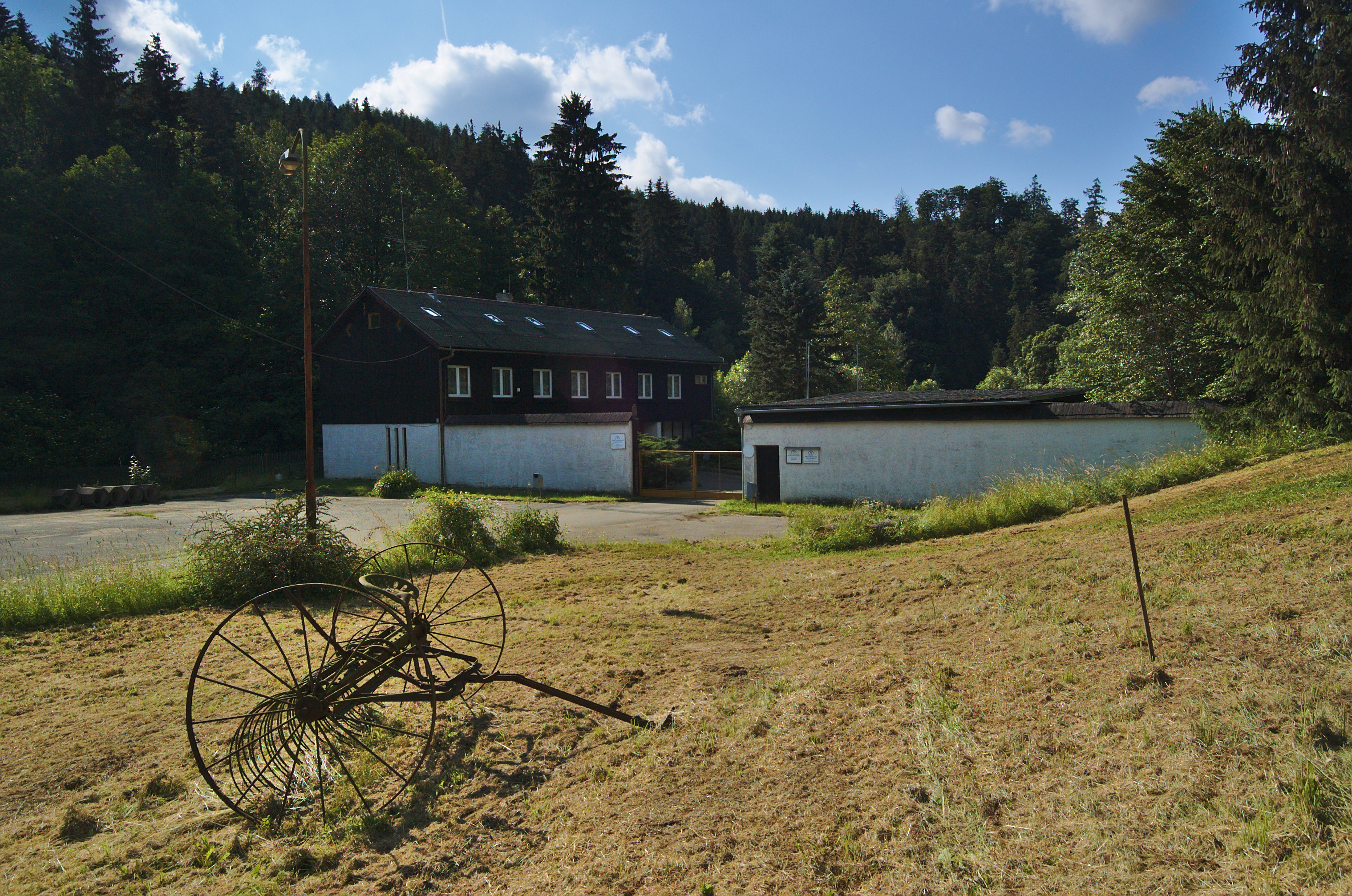
Ozdravovna
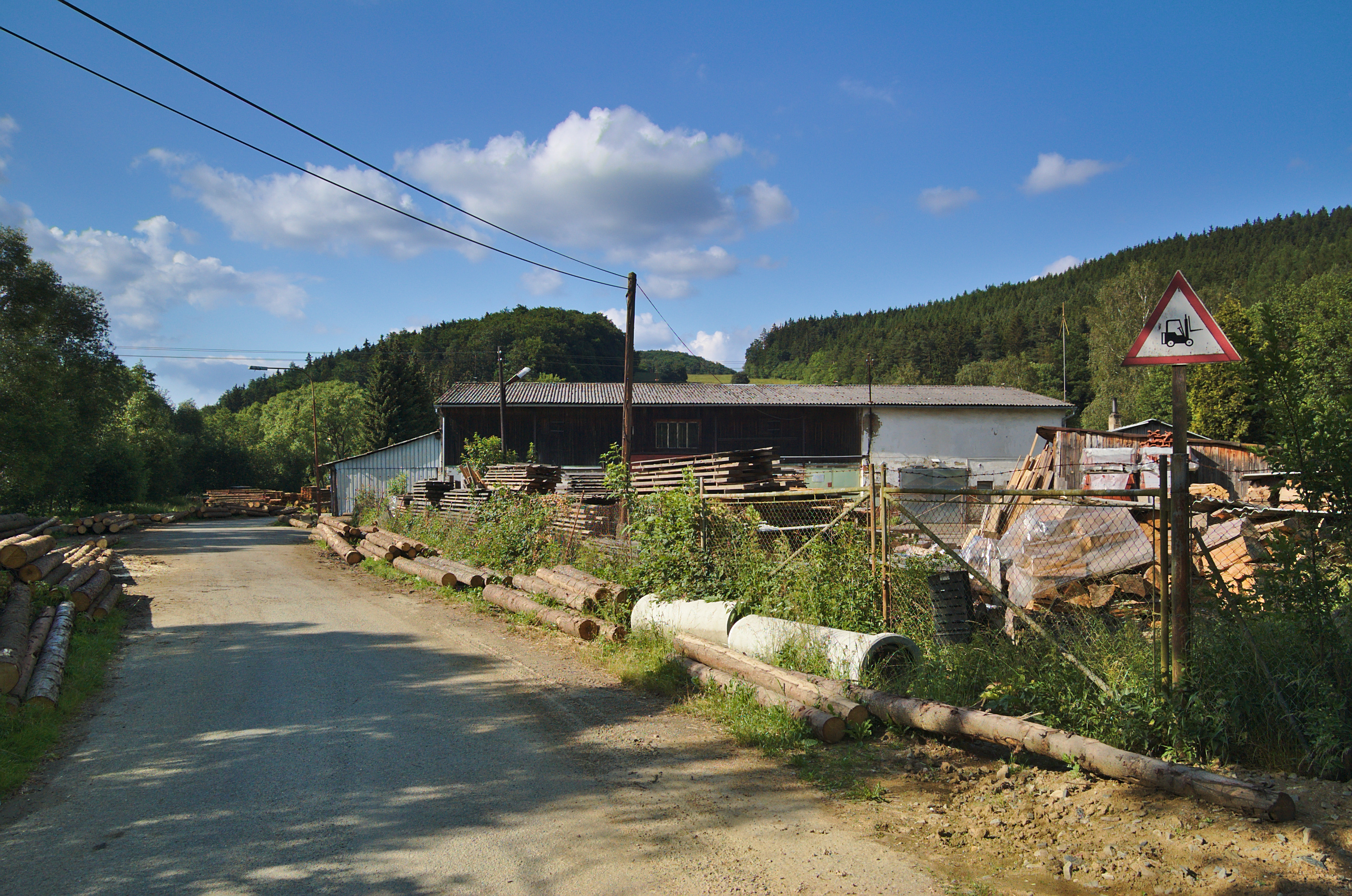
Pila
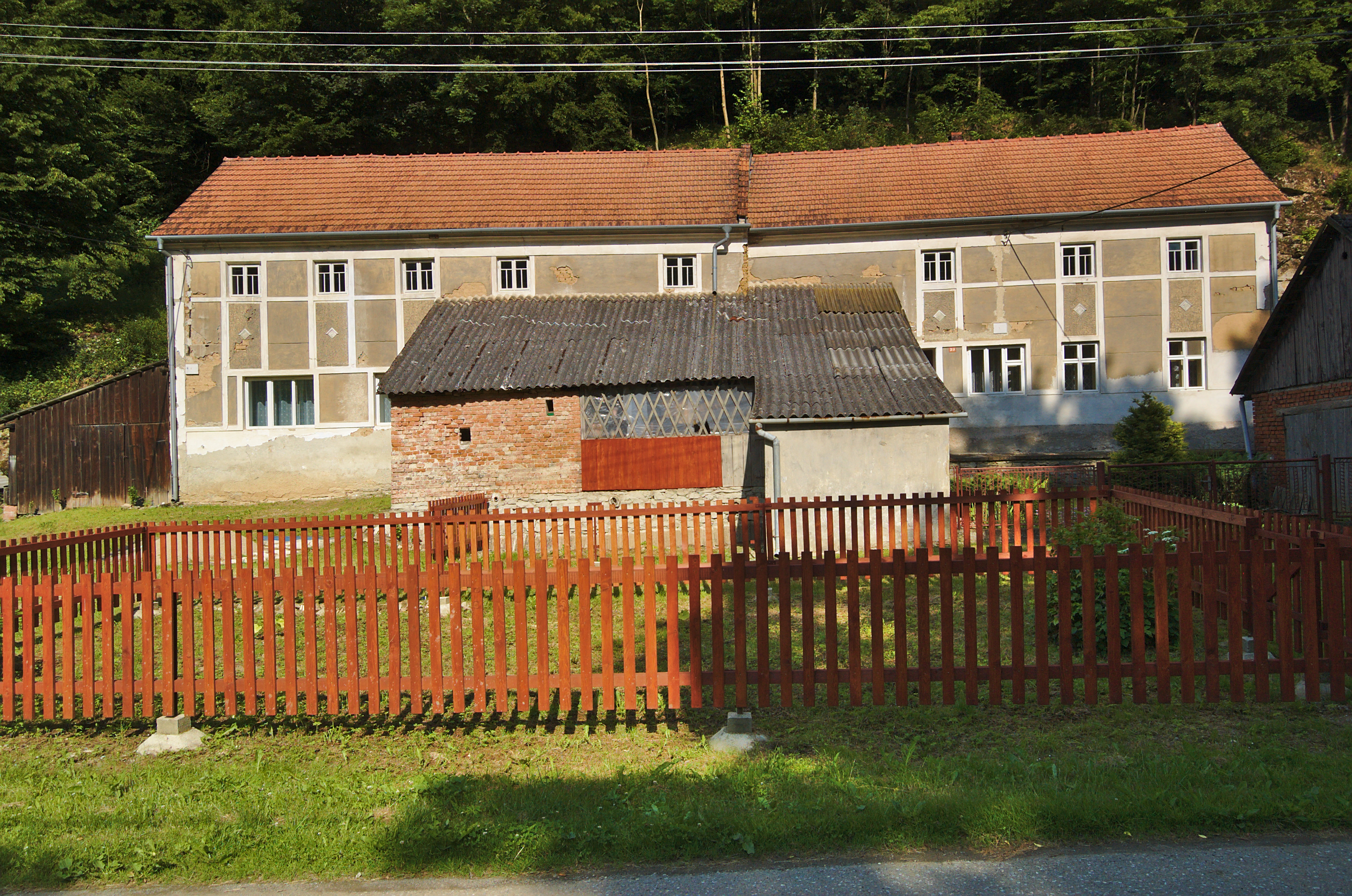
Hospodářské stavení